# Stanisław Gąsienica-Sieczka
Stanisław Gąsienica-Sieczka (geboren 24. Oktober 1904 in Zakopane, gest. 10. Oktober 1975 ebenda) war ein polnischer Skispringer und Nordischer Kombinierer. Er war der Vater von Roman Gąsienica-Sieczka sowie von Krystyna und Kazimierz. Er vertrat die Vereine SN PTT und ON „Sokół“. Er war auch einer der ersten polnischen Sportler, die sich auf das Skispringen spezialisierten.

## Werdegang
Gąsienica-Sieczka absolvierte die Grundschule und erlernte den Beruf des Tischlers. Schon in jungen Jahren sprang und lief er auf Skiern. Im Jahr 1922 glänzte er bei den Juniorenrennen. Seine ersten Erfolge erzielte er bei den polnischen Skimeisterschaften 1924 in Krynica, als er im Staffellauf den 3. Platz belegte (zusammen mit Andrzej Krzeptowski und Adam Krzeptowski). Außerdem wurde er Dritter im Springwettbewerb, in der Kategorie Senioren der 2. Klasse und Sechster im Hindernislauf. Im Sprungwettbewerb erreichte er die weiteste Distanz – 20,5 m. In der Gesamtwertung des anspruchsvollen Rennens wurde er Vierter. Bei der 1. und 2. Meisterschaft in Zakopane wurde er Erster im Hauptlauf und im Springen der 2. Klasse der Senioren. Am 22. März 1925 nahm er am Sprungwettbewerb zur Eröffnung der neuen Skisprungschanze Krokiew in Zakopane teil, die von Karol Stryjeński entworfen wurde. Während des Wettbewerbs regnete es. Feuchtigkeit und eine flache Schneeschicht behinderten die Auftriebskraft. Viele der Springer sprangen aus einem verkürzten Lauf. Die Teilnehmer wurden in drei Klassen und eine Jugendgruppe eingeteilt. Gąsienica-Sieczka stellte in der zweiten Wettkampfserie mit einem Sprung von 36 m den ersten Rekord von der Krokiew und gleichzeitig den Rekord Polens auf. Mit 17,208 Punkten siegte er vor Henryk Mückenbrunn (16,267 Punkte) und Aleksander Rozmus (15,896 Punkte). Der Wettbewerb wurde in der Presse beschrieben.
Im März 1926 nahm er am internationalen Skisprungwettbewerb in Harrachov teil und belegte dort auf der Eisschanze den 5. Platz. In Wengen belegte er mit einem Sprung von 42 m den 8. Platz und brach damit den Rekord seines Landes. Viele Spieler, darunter auch einige der besten, erlitten Stürze. 1927 wurde er Vierter bei den tschechoslowakischen Meisterschaften in Nový Světe im Riesengebirge (der Wettbewerb fand vom 28. bis 30. Januar statt) und stellte einen weiteren Rekord auf, einen halben Meter weiter als zuvor. Er nahm auch erfolgreich am Wettbewerb im schweizerischen Pontresina teil, bei dem er 66 m sprang, aber nicht gewann, weil er versehentlich mit der Hand den Boden berührte. In dieser Saison wurde er noch 6. in Klosters und 3. in Arosa.
1928 vertrat er Polen bei den Olympischen Spielen in St. Moritz. Gąsienica-Sieczka sprang vorsichtig, da er verletzt war (Armverletzung), belegte aber trotzdem den besten Platz unter den Polen. Mit Sprüngen auf 58 m und 41 m wurde er 23, mit einer Gesamtpunktzahl von 13.917 Punkten. Das Ergebnis des ersten Durchgangs bescherte ihm einen weiteren polnischen Rekord. Nach den Spielen nahm er am prestigeträchtigen Wettbewerb am 22. Februar in Pontresina teil. Er wurde Zehnter und stellte einen weiteren Landesrekord auf – diesmal mit 63 m. Er wurde auch Rekordhalter der Schanze in Jaworzynka (34 m).
1929 nahm er an der Nordischen Skiweltmeisterschaft in Zakopane teil. Während des Sprungwettbewerbs und des Abfahrtsrennens erreichte der Frost −35 Grad Celsius. In der Nordischen Kombination belegte Gąsienica-Sieczka in den Sprüngen über 34 m und 44 m den 13. Platz, im Lauf wurde er 27., was ihm insgesamt den 21. Platz einbrachte. Beim Wettkampf am Sonntag auf dem Krokiew belegte Gąsienica-Sieczka den 38. Platz, weil sein zweiter Sprung auf 45,5 m mit einem Sturz endete. Nach dem Wettkampf versuchten die besten Springer, den Schanzenrekord zu brechen. Sigmund Ruud sprang 71,5 m, stürzte jedoch, während Gąsienica-Sieczka 66 m erreichte und damit den Rekord aufstellte. Es war der letzte polnische Rekord in seiner Karriere.

## Weitere berufliche Karriere
Er spielte in zwei Filmen von Adam Krzeptowski: White Trace aus dem Jahr 1932, in dem er Jasiek spielte, und Zamarły Echo aus dem Jahr 1934, in dem er Jędrek Liptowski spielte. Nach dem Ende seiner Karriere widmete er sich der Landwirtschaft und dem Tischlerhandwerk. Nach dem Zweiten Weltkrieg arbeitete er in einer Skifabrik in Zakopane Sein Sohn Roman, der ebenfalls Rekordhalter von Krokiew und Olympiateilnehmer (Cortina d’Ampezzo 1956) war, war Skifahrer. Stanisław Gąsienica-Sieczka starb am 10. Oktober 1975 und wurde auf dem Neuen Friedhof in Zakopane (Platz K2-B-24) beigesetzt.